# チュジニア
もしかして
- チュニジア

ではありませんか？